# Нью-Рокфорд (Північна Дакота)
Нью-Рокфорд (англ. New Rockford) — місто (англ. city) в США, в окрузі Едді штату Північна Дакота. Населення — 1361 особа (2020).

## Географія
Нью-Рокфорд розташований за координатами 47°40′44″ пн. ш. 99°8′3″ зх. д. / 47.67889° пн. ш. 99.13417° зх. д. (47.678853, -99.134104).  За даними Бюро перепису населення США в 2010 році місто мало площу 3,99 км², з яких 3,92 км² — суходіл та 0,07 км² — водойми. В 2017 році площа становила 4,53 км², з яких 4,45 км² — суходіл та 0,08 км² — водойми.

## Демографія
Згідно з переписом 2010 року, у місті мешкала 1391 особа в 628 домогосподарствах у складі 363 родин. Густота населення становила 349 осіб/км².  Було 750 помешкань (188/км²).
Расовий склад населення:
| - 95,7 % — білих - 1,7 % — корінних американців - 0,4 % — азіатів - 0,1 % — вихідців з тихоокеанських островів - 0,1 % — чорних або афроамериканців |

До двох чи більше рас належало 1,2 %. Частка іспаномовних становила 2,9 % від усіх жителів.
За віковим діапазоном населення розподілялося таким чином: 20,8 % — особи молодші 18 років, 52,0 % — особи у віці 18—64 років, 27,2 % — особи у віці 65 років та старші. Медіана віку мешканця становила 50,2 року. На 100 осіб жіночої статі у місті припадало 86,0 чоловіків;  на 100 жінок у віці від 18 років та старших — 82,5 чоловіків також старших 18 років.
Середній дохід на одне домашнє господарство  становив 60 366 доларів США (медіана — 45 677), а середній дохід на одну сім'ю — 71 695 доларів (медіана — 60 375). Медіана доходів становила 43 846 доларів для чоловіків та 35 846 доларів для жінок. За межею бідності перебувало 16,1 % осіб, у тому числі 21,1 % дітей у віці до 18 років та 10,1 % осіб у віці 65 років та старших.
Цивільне працевлаштоване населення становило 690 осіб. Основні галузі зайнятості: освіта, охорона здоров'я та соціальна допомога — 46,1 %, сільське господарство, лісництво, риболовля — 9,1 %, будівництво — 8,4 %.